# Janitzio
Janitzio és l'illa més important del llac de Pátzcuaro, situat a l'Estat de Michoacán, Mèxic.
El seu nom original en llengua purépetxa és Janitsïo, que significa "flor de blat" o "flor de blat de moro".
A Janitzio només s'hi pot accedir en barca. Aquestes surten regularment de l'embarcador de Pátzcuaro i el viatge triga aproximadament 25 minuts. Sovint, durant el trajecte, es poden veure pescadors, famosos per la seua habilitat utilitzant unes xarxes en forma de papallona.
Al punt més alt de l'illa hi ha un monument, amb el puny alçat, de l'heroi nacional José María Morelos y Pavón. El monument conté en el seu interior una col·lecció de pintures a mode de biografia. Així mateix, dins l'estructura del puny, hi ha un mirador des d'on es pot contemplar l'illa i el seu voltant.